# Tama-Zoo
Der Tama-Zoo (jap. 多摩動物公園, Tama dōbutsu kōen) ist der größte Zoo der Präfektur Tokio. Er liegt in der Stadt Hino, wurde am 5. Mai 1958 eröffnet und umfasst ein Gelände von über 52,3 Hektar.

## Übersicht
Der Tama-Zoo ist in drei ökologische Areale eingeteilt, den asiatischen Garten, den afrikanischen Garten und den australischen Garten. Dazu besitzt er ein Insektarium. In den jeweiligen Gärten werden typische Tiere des jeweiligen Erdteils gezeigt.
Seine wohl beliebteste Attraktion ist das Löwengehege, welches von den Besuchern in einem Bus befahren werden kann. An den Bus werden Fleischstücke gehängt und mit etwas Glück kann man den Löwen aus zehn Zentimetern Entfernung beim Fressen zusehen. Bis 2015 war der Tama-Zoo die Heimat des ältesten bekannten Schneeleoparden Shynghyz.
Der Zoo liegt vor dem Bahnhof Tama-Dōbutsukōen an der Keiō Dōbutsuen-Linie und der Einschienenbahn Tama.